# Карантанцы
Каранта́нцы (или каринтийцы; словен. Karantanci, лат. Carantani; устар. русск. назв. хорутане, хорутанцы) — раннефеодальная народность (славянское племя) в Восточных Альпах и Паннонии, возникшая в VII веке; предки словенцев. В русских летописях известны под названием «хорутане». Славянский этноним «карантанцы» восходит к названию обитавшего в Альпах кельтского племени карнов, что на кельтско-иллирийском языке означало «скалу» (то есть «жители скалистой местности»). В письменных источниках того периода альпийские славяне фигурировали также под названиями «с(к)лаваны» и «венеды».

## История

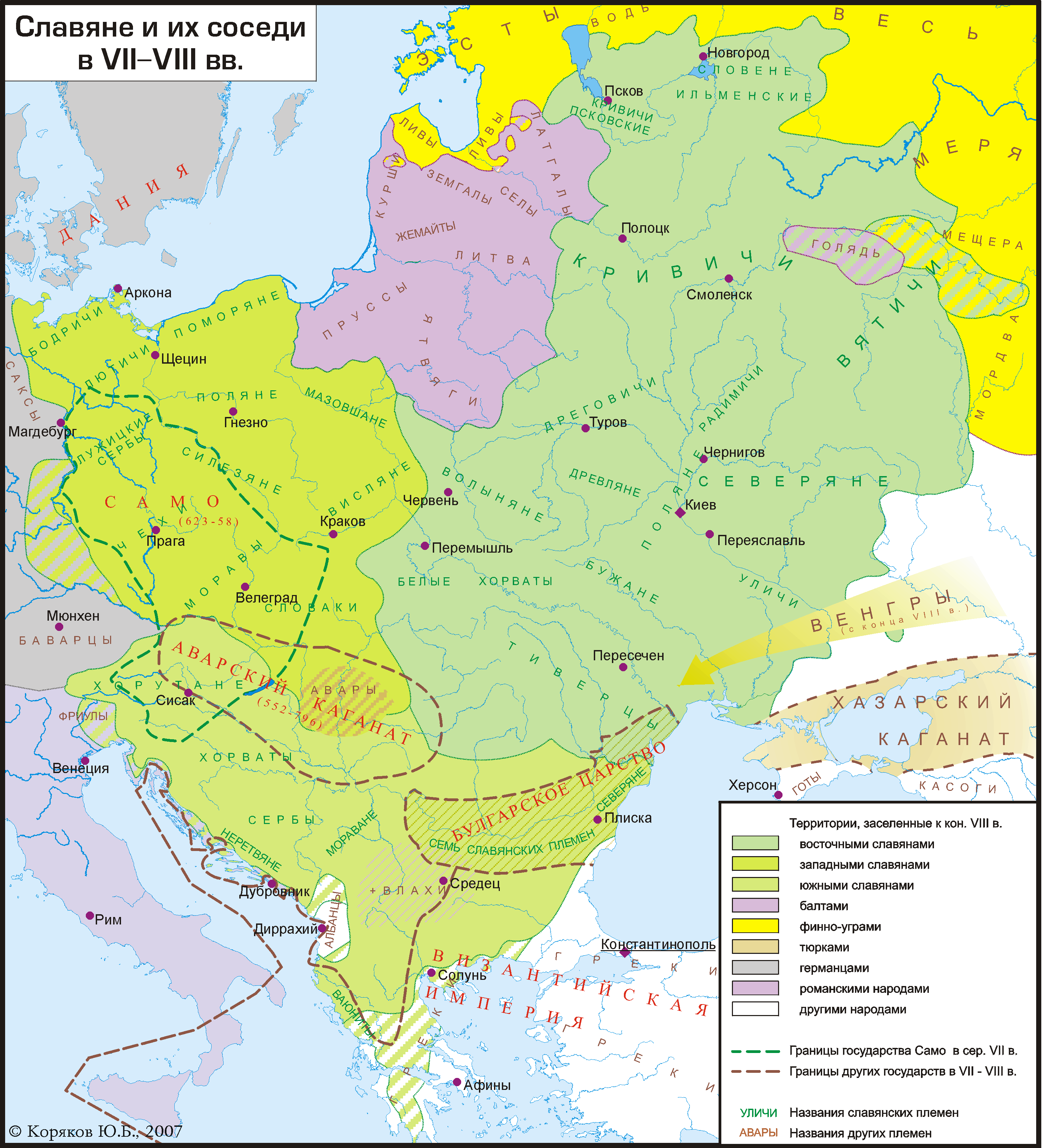
Хорутане на карте расселения славян конца VIII века

Славяне заселили будущие земли словенцев в VI—VIII веках. Во второй половине VI века славяне Паннонии попали под власть авар. Со второй половины VII до первой половины VIII века карантанцы сопротивлялись натиску баварцев, лангобардов и особенно авар.
Карантанская народность в Восточных Альпах сформировалась предположительно на основе коренного дославянского населения и нескольких славянских племён: дулебов, мораван и хорватов (белые хорваты с Карпат или хорваты Далмации).
Б. Графенауер на основе данных лингвистики сделал вывод о том, что заселение славянами Восточных Альп происходило в основном с Карпат и из Моравии, а не южного ареала современных словенских земель — с юго-востока.
По сообщению франкского хрониста VII века Фредегара, около 630 года в Восточных Альпах существовала область славян — «Вендская марка» (лат. marka Vinedorum). В том же веке земли славян были на время объединены в государство Само. После его распада княжество в Верхних Альпах сохранило независимость.
Термин «Карантания» (лат. Carantanum) для раннефеодального княжества в Восточных Альпах впервые упоминается в 664 году итальянским историком Павлом Диаконом.
К началу VII века карантанцы уже сложились в раннефеодальную народность.
К 871 году относится появление рукописи «Обращение баварцев и карантанцев» (лат. Conversio Bagoariorum et Carantanorum). По мнению современного словенского историка П. Штиха карантанцы не были словенцами, поскольку называли себя карантанцами, а не словенцами. Однако, в любом случае карантанцы являются предками современных словенцев, современное название которых закрепилось в середине XIX века. Хроники термином «карантанцы» называли всех альпийских славян в период между IX и XIII веками (в древнерусской летописи они известны под именем «хорутане». В «Повести временных лет» кратко упомянуты рядом с сербами и хорватами.
К 612 году относится первая, хоть и неудачная, проповедь христианства среди предков словенцев ирландским монахом Колумбаном.
Около 745 года карантанский князь Борут был вынужден признать власть баварцев в обмен на военную помощь против авар.
С 769 по 772 год карантанцы подняли языческое восстание, которое было подавлено баварцами. При Карле Великом карантанцы были обложены «славянской десятиной».
В начале IX века карантанцы присоединились к восстанию Людевита Посавского против владычества франков. После поражения Людевита Карантания потеряла автономию и попала под управление франкских феодалов.
Второе раннефеодальное государство карантанцев — Блатенское княжество после того, как в 874 году франки свергли его правителя — князя Коцела, превратилось в провинцию Франкского государства. Славянская знать Карантании подверглась истреблению со стороны франков.
Недалеко от княжеского града хорутан проживали также их ближайшие родичи зиляне, большая часть которых в середине VII века платила дань Фриульскому герцогству.